# Japanse sierkwee
De Japanse sierkwee (Chaenomeles japonica) is een plant uit de rozenfamilie (Rosaceae). De vrucht van de Japanse sierkwee is een appel die in het Japans Kusa-boke worden genoemd.
De Japanse sierkwee is geschikt als haagplant. De soort is bestand tegen zoute wind en kan dus gebruikt worden in tuinen aan de kust. Om hem in model te houden kan men in voorjaar of zomer te lange scheuten inkorten.